# لغة آهوم
تعتبر لغة آهومالتي تعرف أيضا ب 'لغة تاي- آهوم' بأنها لغة ميتة  أي أنها أثرية كانت مستخدمة من قبل الآهوميين، التي هي قيد الإحياء/ الإنعاش. تعتبر آهوم بأنها لغة بغاية الأهمية في دراسات ال'تاي' . فهي تعتبر حرة نسبيا من تأثيرات كلا اللغات الأسترو آسيوية واللغات الهندوآرية وهي تمتلك تقاليد مكتوبة يعود تاريخها إلى القرن ال13.
إنشاء الآهوميين مملكة آهوم وحكموا اجزاء من وادي نهر براهمابوترا في الخاضر ولاية آسام الهندية بين قرنيين ال13 و ال18 . كانت هي لغة المحكمة للمملكة، حتى بدأ استبدالها باللغة الآسامية في القرب ال17. منذ بدايات القرن ال18 لم يكن هنالك أي متحدثون محليين للغة، مع العلم ان هنالك مخطوطات يدوية للغة ما زالت موجودة ليومنا هذا. النظام النغمي للغة مفقود بلكامل. اللغة كانت فقط معلومة بشكل جزئي من قبل كهنة الدين الاهومي لغايات مراسم احتفالية أو طقوس شرائعية.

## الوصف
آهوم تحتوي على صفات مثلها مثل لغات تاي، مثل:
- ترتيب الجملة؛ الفعل، فاعل، الصفات [3][4][5]
- النظام النغمي.[3][4][5][6]
- اصول الكلمات آحادية المقطع.[3][4][6][7]
- كل مقطع لغوي يحتوي على نعمة، ويبدا بمجموعة احرف صامتة أو غير صامتة. يمكن إضافة حرف صامت اخير، ولاكنه ليس ضروري.[7]
- افتقار للتغير في مقام الصوت.[3][6]
- التحليل الإعرابي.[4]

عند الكتابة والتحدث بلآهومية، المثير يعتمد على المحتوى وترجمة الجمهور. يمكن الاستغناء عن اجزاء من الجملة؛ الافعال والصفات تبقى، ولكن اجزاء أخرى من الحديث، وخاصة الضمائر، يمكن الاستغناء عنها. لت يوجد ازمنة للافعال، ولا يوجد جمع للاسماء. يمكن التعرف على الازمنة من خلال الظروف المكانية، سلسلة افعال، أو اضافيات
/مساعدات توضع قبل الافعال. آهوم كاي لغة من لغات ال تاي، تستخدم تصنيفات للتعرف على الفئات، وتكرار الكلمات لوصف العبارات الاصطلاحية، إلى ان، التعابير، التصنيفات، الضمائر، وأحزاء أخرى للجملة تتفاوت بين لغات التاي الأخرى التابعة من 'بروتو تاي'، جاعلة لغات التاي جميعها غير مفهومة بشكل متساوي.
فهي لديها برنامجها النصي الخاص بها، البرنامج الآهومي النصي.